# بایوارد مارکت

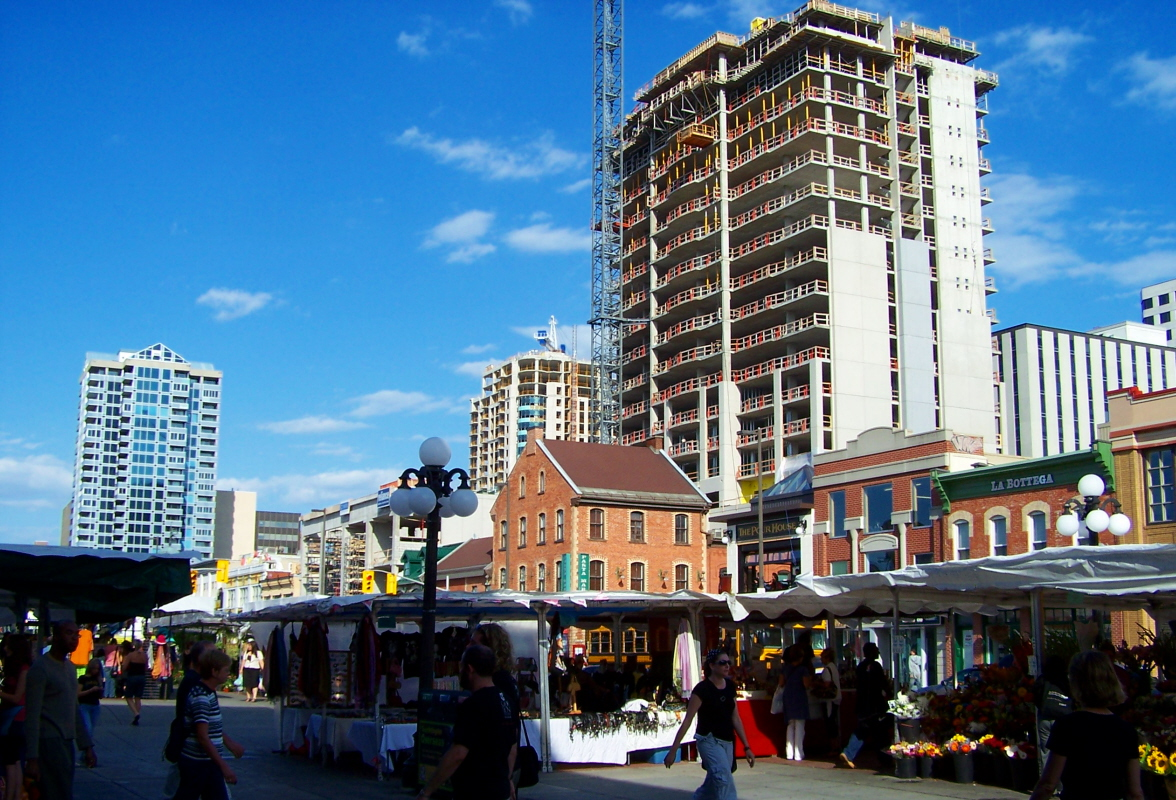
بایوارد مارکت

بایوارد مارکت (به انگلیسی: ByWard Market) یک منطقهٔ مسکونی در کانادا است که در اتاوا واقع شده‌است.